# متسلسلة زيتونية دوامية
متسلسلة زيتونية دوامية (بالإنجليزية: Streptomyces olivoverticillatus)‏ هي نوع من البكتيريا، إيجابية الغرام، تتبع المتسلسلة.